# Microrca bistrialis
Microrca bistrialis är en fjärilsart som beskrevs av Hans Georg Amsel. Microrca bistrialis ingår i släktet Microrca och familjen mott. Inga underarter finns listade i Catalogue of Life.